# 社会のトビラ
社会のトビラ（しゃかいのトビラ）は、NHK Eテレで2011年4月6日から2015年3月11日まで放送されていた小学校5年生向けの社会科番組である。字幕放送、及び視覚障害者向けに副音声による解説放送を行っていた。

## 概要
前番組の『日本とことん見聞録』と同様に、小学校5年生の社会科で学習する日本の国土と産業について、農業・漁業・工業といった産業がどのように生まれたのか、そしていろんな産業の現在とこれからについて学ぶとともに、社会の出来事の「背景」と「影響」に目を向ける大切さを伝えながら、様々なものの見方があることを紹介する。NHKが持つ豊富な映像資料を使って、日本の社会がどのように動いているのかを分かりやすく解説するとともに、随所に3択形式のクイズを入れることで子供たちに興味を持たせる工夫をしている。
2014年度をもって本番組は終了。本番組で取り上げた小学校5年生向けの社会科番組は、後番組である『未来広告ジャパン!』へと引き継がれた。
テレビ放送・ネット配信の復活
2017年1月20日、『未来広告ジャパン!』のテレビ放送およびインターネット配信を停止した。代替番組として当番組を復活させ、インターネット配信を開始、Eテレでは2017年1月25日から3月15日まで4回分を放送する。

## キャスト
- トビラ - 温水洋一
- ナレーション - 服部伴蔵門

## 放送時間
| 期間     | 放送時間            |
| -------- | ------------------- |
| 2011年度 | 水曜日 9:50 - 10:00 |
| 2012年度 | 水曜日 9:30 - 9:40  |
| 2013年度 | 水曜日 9:20 - 9:30  |
| 2014年度 | 水曜日 9:30 - 9:40  |

## 放送リスト
| 回 | タイトル                             | 初回放送日     |
| -- | ------------------------------------ | -------------- |
| P  | 自動車                               | 2010年08月20日 |
| 1  | 日本の国土・北と南                   | 2011年04月06日 |
| 2  | 日本の国土・高い土地と低い土地       | 2011年04月20日 |
| 3  | 米作りの1年                          | 2011年05月11日 |
| 4  | さまざまな米作り                     | 2011年05月25日 |
| 5  | 日本の漁業                           | 2011年06月08日 |
| 6  | これからの漁業                       | 2011年06月22日 |
| 7  | これからの食料生産                   | 2011年07月06日 |
| 8  | 私たちと自動車                       | 2011年08月24日 |
| 9  | 自動車ができるまで                   | 2011年09月14日 |
| 10 | これからの自動車                     | 2011年09月28日 |
| 11 | 日本の工業を支える・町工場           | 2011年10月12日 |
| 12 | 日本の工業を支える・太平洋ベルト地帯 | 2011年10月26日 |
| 13 | 日本の貿易                           | 2011年11月09日 |
| 14 | テレビの仕事                         | 2011年11月30日 |
| 15 | 暮らしを支える情報                   | 2011年12月07日 |
| 16 | 情報化社会を生きる                   | 2012年01月11日 |
| 17 | 森林と林業                           | 2012年01月25日 |
| 18 | 自然災害を防ぐ                       | 2012年02月08日 |
| 19 | 公害                                 | 2012年02月22日 |
| 20 | 環境を守る                           | 2012年03月07日 |
| 21 | 変わりゆく養殖漁業                   | 2012年06月27日 |
| 22 | 野菜がとどくまで                     | 2012年07月11日 |
| 23 | これからの情報社会                   | 2013年01月09日 |